# Erzbergbau Siegerland
Die Erzbergbau Siegerland AG war ein Zusammenschluss der elf letzten großen Verbundgruben im Siegerländer Erzrevier. Er wurde am 18. März 1953 in Betzdorf zur Rettung des Siegerländer Bergbaus gegründet. Grund für die Gründung war die abnehmende Konkurrenzfähigkeit von Siegerländer Stahl und Eisen, sowie des Siegerländer Bergbaus, der um 1900 seine Blütezeit hatte und jetzt mehr und mehr durch günstigere Angebote aus dem Ausland wie Skandinavien oder China verdrängt wurde.

## Geschichte
Die Erzbergbau Siegerland AG wurde als Tochterunternehmen der Barbara Erzbergbau AG und der Harz-Lahn-Erzbergbau AG am 18. März 1953 gegründet. Die Monatsförderung bei Gründung der AG lag bei ca. 115.000 Tonnen Erz bei insgesamt 5457 Beschäftigten. In den 1950ern führte man einige Untersuchungen in verschiedenen, meist stillgelegten Gruben durch, die jedoch meist ohne Erfolg blieben. Bereits 1955 schloss die erste Grube. 1960 waren nur noch sechs Gruben in Betrieb. Nach dem Abbrand der Eisenzecher Aufbereitungsanlage wurde 1956 Pfannenberger Einigkeit zur zentralen Aufbereitung umgebaut. Ab 1961 entließ man tausende Bergleute, es bestanden Planungen, zwei bis drei Gruben zu behalten und jährlich bis zu 1 Mio. Tonnen Erz zu fördern. Dann hätten etwa 1.500 Bergleute ihren Arbeitsplatz behalten können. Doch schon 1965 schlossen die letzten beiden Gruben ihre Tore. 1971 wurde die Erzbergbau Siegerland AG in das Mutterunternehmen Barbara Erzbergbau GmbH (wurde 1963 zur GmbH) rückgeführt.

## Gruben
Die elf Verbundgruben der Erzbergbau Siegerland AG, geordnet nach ihrer Stilllegung:
| Grube                         | Ort              | Stilllegung   |
| ----------------------------- | ---------------- | ------------- |
| Große Burg                    | Altenseelbach    | 1955          |
| Eisernhardter Tiefbau         | Eisern           | 29. Juni 1957 |
| Brüderbund                    | Eiserfeld        | 15. Juli 1958 |
| San Fernando                  | Herdorf          | 15. Juli 1958 |
| Wolf                          | Herdorf          | 15. Juli 1958 |
| Eisenzecher Zug               | Eiserfeld        | 29. Feb. 1960 |
| Neue Haardt                   | Weidenau         | 24. Okt. 1961 |
| Pfannenberger Einigkeit       | Salchendorf      | 18. Apr. 1962 |
| Eupel                         | Niederhövels     | 28. Feb. 1964 |
| Georg                         | Willroth         | 31. März 1965 |
| Füsseberg – Friedrich Wilhelm | Daaden/Biersdorf | 31. März 1965 |

Neben den elf Verbundanlagen mit zwölf fördernden Hauptgruben wurden noch 39 stillgelegte Gruben, teils davon „Reservegruben“, geführt, z. B. die Grube Victoria bei Littfeld. Andere große Gruben waren Betriebsabteilungen anderer Gewerke, wie z. B. Wingertshardt (zu Eupel) bei Wissen.
Die Bergwerksrechte der Siegerländer Gruben liegen bis heute bei der Barbara Rohstoffbetriebe GmbH.